# René Higuita
José René Higuita Zapata (Medellín, 27 de agosto de 1966) é um ex-futebolista colombiano que atuava como goleiro. Atualmente é preparador de goleiros do Atlético Nacional.
Por conta do longo cabelo cacheado, uniformes estranhos e um peculiar jeito para criar as maiores maluquices, logo tornou-se ícone da irreverência dentro de campo. Seu estilo louco de jogar, em que saía da grande área conduzindo a bola e driblando adversários, muitas vezes interferia no resultado do jogo (favorável ou desfavoravelmente). Higuita também ficou famoso por seus gols de falta, de pênalti, e pela folclórica "defesa escorpião", em que se joga para frente defendendo a bola com os pés.
Com 41 gols marcados ao longo de sua carreira (37 de pênalti e quatro de falta), é, segundo a IFFHS, o sexto maior goleiro artilheiro de todos os tempos.

## Carreira
De baixa estatura para um goleiro, apenas 1,75 m, Higuita nasceu em Medellín no dia 27 de agosto de 1966 e começou sua carreira profissional futebolística pelo Millonarios, de Bogotá, em 1985. Um ano depois (em 1986) transferiu-se para o Atlético Nacional onde ganhou seus principais títulos: Copa Libertadores da América de 1989 e Copa Interamericana (1990) e (1997) e o Campeonato Colombiano (1994).
Em 1989, ajudou o Nacional de Medellin a conquistar a Copa Libertadores da América daquele ano. Na final, seu Nacional de Medellin lutava para vencer o Olimpia do Paraguai por 2 a 0, placar mínimo para tentar a sorte nos pênaltis. Jogando como um autêntico líbero, Higuita saía da sua trave com a bola dominada, e nenhum rival conseguia tirar-lhe a bola. O Nacional venceu a partida pelo placar que precisava (2 a 0), levando a partida para os pênaltis. Higuita defendeu quatro pênaltis, converteu um, e foi campeão da Libertadores. No Mundial Interclubes daquele ano, teve também atuação destacada, mas não evitou a derrota para o Milan de Frank Rijkaard e Marco van Basten.
Em 1991, transferiu-se para a equipe espanhola do Valladolid, mas não se adaptou e voltou para o Atlético Nacional e foi vice-campeão da Libertadores em 1995. Nesta competição, Higuita se consagraria novamente. Na semifinal contra o River Plate, o Nacional venceu na Colômbia por 1 a 0 com um gol de falta de Higuita. Na volta, em Buenos Aires, perdeu por 1 a 0 e teve que decidir a parada nos pênaltis. Higuita defendeu uma cobrança e classificou sua equipe à decisão, perdida para o Grêmio.
Em 1997, foi para o México jogar no Tiburones Rojos. Retornou à Colômbia em 1999 para jogar no Independiente Medellín e com rápidas passagens por Real Cartagena, Atlético Junior, Deportivo Pereira e Bajo Cauca, antes de ir para o Equador jogar no Aucas em 2004. Nesse mesmo ano foi pego no exame antidoping que detectou traços de cocaína e foi suspenso. Retornou ao futebol para jogar no Guaros de Lara, da Venezuela, em julho de 2007. Volta para a Colômbia em 2008 e torna-se campeão da série B do Campeonato Colombiano com o Deportivo Rionegro. Nesse mesmo ano volta a jogar no Deportivo Pereira da primeira divisão. Encerrou sua carreira em 24 de janeiro de 2010.

### Jogo de despedida
Higuita se despediu do futebol no dia 24 de janeiro de 2010, aos 43 anos, em um jogo em que reuniu amigos, na cidade de Medellín. Em uma partida contra a seleção de Antioquia, que recebeu um público de aproximadamente 21 mil pessoas ao Estádio Atanasio Girardot, casa do Nacional de Medellín — clube pelo qual obteve maior destaque em sua carreira — o goleiro deu o show que se esperava: fez maluquices, marcou um gol e repetiu a famosa defesa do escorpião, para delírio dos fãs que assistiram à partida.
Ao final do jogo, o goleiro foi ovacionado pelo público e deixou o campo chorando muito.

## Seleção Nacional
Pela Seleção Colombiana, Higuita jogou 68 partidas, marcou três gols e participou da Copa do Mundo FIFA de 1990. Neste torneio, o goleiro teve boas atuações na primeira fase (defendeu um pênalti no jogo contra a Iugoslávia e aplicou um chapéu no alemão Rudi Völler), ajudando sua equipe a classificar-se para a segunda fase com o 2º lugar no grupo. Nas oitavas de final, na partida contra Camarões, Higuita foi sair jogando, tentou um drible em Roger Milla, perdeu a bola e sofreu o gol que eliminaria os colombianos daquele mundial. Por conta deste lance, o goleiro acabou sendo responsabilizado pela eliminação da Colômbia naquele mundial.
| “ | O Perea não tinha que ter me devolvido a bola como ele fez. Mas o maior erro foi meu, porque você tem que saber com quem está jogando. E eu sabia que o Perea era muito bom na defesa, mas não tinha muita técnica. Se Milla tivesse tentado roubar a bola limpamente não teria conseguido. Mas ele foi para me fazer falta, foi para acertar meu corpo e conseguiu pegar a bola. Depois daquele lance, pensei: "como é difícil separar o espetáculo do futebol de resultado. | ” |

Apesar disso, Higuita continuou a ser convocado para a Seleção. Participou ainda de mais três Copas Américas, e fez parte também do grupo colombiano que encantou o mundo com um futebol alegre e de toque de bola antes do Mundial de 1994. Mas terminou preso por seis meses, em 1993, acusado de participar de um sequestro. Apesar de ter sido inocentado pela Justiça e recebido uma indenização de 29 mil reais na época, este fato o fez ficar de fora da Copa do Mundo de 1994.
Em 1995, num jogo amistoso contra a Inglaterra, Higuita fez uma das maiores defesas de todos os tempos: a "defesa do escorpião"', quando deu um pequeno salto e defendeu com as pernas por trás da cabeça, simbolizando o típico ataque do aracnídeo. Esta jogada foi eleita o melhor lance do futebol de todos os tempos pelo site inglês "Footy Boots". Além disso, aparece na 94.ª posição da Lista "100 Greatest Sporting Moments", feita pelo canal "Channel 4", em 2002.

#### Gols pela Seleção Colombiana
| #  | Data                   | Local                                            | Oponente  | Placar | Resultado Final | Competição                 |
| -- | ---------------------- | ------------------------------------------------ | --------- | ------ | --------------- | -------------------------- |
| 1. | 19 de maio de 1988     | Estádio Olímpico de Helsinque, Helsinki, Finland | Finlândia | 2–1    | 3–1             | Amistoso                   |
| 2. | 3 de fevereiro de 1989 | Estádio Centenário de Armenia, Armenia, Colombia | Peru      | 1–0    | 1–0             | Copa Centenario de Armenia |
| 3. | 3 de julho de 1989     | Estádio Fonte Nova, Salvador, Brasil             | Venezuela | 1–0    | 4–2             | Copa América de 1989       |

## Vida pública e polêmicas
Além de virar notícia por conta de seu futebol, Higuita também viveu polêmicas e dramas fora do futebol, como a suspensão por uso de cocaína, a péssima repercussão pela visita que fez a Pablo Escobar em 1991, o chefe do Cartel de Medellín, que controlava o tráfico de drogas da Colômbia, e em 1993, quando foi preso, acusado de participação em um sequestro. A ocorrência, depois solucionada, acabou o impedindo de disputar a Copa de 1994, nos Estados Unidos.

## Títulos
Atlético Nacional
- Copa Libertadores da América: 1989
- Copa Interamericana: 1990 e 1997
- Campeonato Colombiano: 1991 e 1994

Deportivo Rionegro
- Campeonato Colombiano - Série B: 2008

### Prêmios individuais
- Equipe ideal da América: 1989 e 1990
- Prêmio Rey de América - El País 3.º Melhor Futebolista Sul-Americano do Ano: 1989 e 1990
- Seleção Colombiana de Todos os Tempos - IFFHS[10]